# Jovanka Broz
Jovanka Budisavljević Broz (cyrillique serbe : Јованка Будисављевић Броз), née le 7 décembre 1924 dans le village de Pećane, dans la région croate de Lika (royaume des Serbes, Croates et Slovènes) et morte le 20 octobre 2013 à Belgrade, est, à partir de 1952, la troisième épouse du maréchal et chef de l'État yougoslave Josip Tito, dont elle est veuve à la mort de celui-ci en 1980.
Elle est ainsi Première dame de Yougoslavie du 14 janvier 1953 au 4 mai 1980. Elle possédait le grade de major au sein de l'Armée populaire yougoslave. Elle a vécu à Belgrade, en Serbie, jusqu'à sa mort.

## Biographie

### Enfance
Née dans une famille de paysans serbes de Croatie, autour de Milan, son père, et de Milica, sa mère, Jovanka Budisavljević grandit entourée de deux frères, Maksim et Pero, et de deux sœurs, Zora et Nada. Alors qu'elle est encore très jeune, sa mère décède et son père se remarie. Elle a seize ans quand commence la Seconde Guerre mondiale. La famille prend la fuite alors que le régime des oustachis prend la tête du nouvel État fantoche créé par le Troisième Reich, l'État indépendant de Croatie.
À dix-sept ans, elle rejoint les Partisans et est affectée à la Prva ženska partizanska četa, une branche féminine de la résistance, dans laquelle elle se distingue comme une excellente tireur d'élite. Après la dissolution de la brigade, elle est réaffectée dans un quartier général en tant qu'infirmière, et ceci jusqu'à la fin de la guerre. À l'été 1944, elle est sur le champ de bataille de Drvar lors de l'opération Rösselsprung (ou raid sur Drvar), qui consistait à enlever Tito pour détruire dans l'œuf la résistance yougoslave. Elle aide à l'évacuation des blessés et rencontre Tito pour la première fois. Elle obtient à la fin de la guerre le grade de capitaine, pour la quatrième brigade de Lika. Elle aurait été blessée à deux reprises au cours du conflit.

### L'épouse de Tito

#### Rencontre
La façon dont Jovanka Budisavljević est devenue l'épouse du chef d'État yougoslave est historiquement peu claire. Conformément à la version officielle, peu de temps après la fin de la guerre, le ministre de l'Intérieur Aleksandar Ranković demanda à ses subordonnés, dans les provinces, de faire venir à lui des jeunes filles pour travailler au sein du cabinet du maréchal Tito (notamment en tant que secrétaires). Sur cinquante candidates, il en présente cinq à Tito, qui porte son choix sur Jovanka Budisavljević, alors âgée de vingt-quatre ans. Cette version est confirmée par le général Đoko Jovanić, qui était alors à la tête du service de contre-espionnage yougoslave (le Kontraobaveštajna služba) et qui avait personnellement proposée la jeune fille pour le poste.
Une autre version de leur rencontre décrit Jovanka Budisavljević comme une espionne soviétique envoyée par Ivan Krajačić, le responsable de liaison du NKVD en Yougoslavie. Une dernière version, celle-ci soutenue par le général Marjan Kranjc, affirme que l'ancienne infirmière était dès 1945 au service de Tito, en qualité de nutritionniste, pour le prémunir contre des maladies alimentaires. En 1946, après la mort du grand amour du maréchal, Davorjanka Paunović, Marjan Kranjc soutient qu'elle devint sa secrétaire personnelle.
Ainsi, pendant six ans, Jovanka Budisavljević navigue dans l'entourage proche de Tito entre le rôle de secrétaire et de maîtresse, bien que ce dernier ait pendant cette période des aventures, à l'instar de la cantatrice Zinka Milanov. Milovan Đilas, un idéologue marxiste proche de Tito raconte ainsi dans son livre Druženje s Titom (Amitié avec Tito) que : « Elle n'apparaissait jamais non accompagnée de Tito. On l'a même vue plusieurs fois en train de faire le vigile dans un couloir (alors que l'on participait à une réunion dans une pièce adjacente) pour être sûre que Tito ne manque de rien avant d'aller se coucher. À cause de cela, la colère et le manque de confiance des autres collaborateurs était inévitable. […] Les motivations de sa trop grande proximité avec Tito pouvait s'expliquer de multiples façons, dont aucune ne montrait son personnage sous un bon jour : par carriérisme, cajolerie, extravagance féminine ou exploitation de la solitude de Tito ».

#### Mariage
La date exacte de leur mariage est soumise à débat. Il est pourtant sûr que dès 1951, Jovanka Budisavljević faisait partie du cercle privé de Tito. Elle n'est plus une simple secrétaire et elle l'assiste alors qu'il a un problème médical, à cause de sa vésicule biliaire. Milovan Đilas écrit : « Avant l'opération de Tito, nous étions rassemblés dans le salon. Outre la présence des médecins et du Politburo, Jovanka était là ainsi - pour la première fois promue à un rôle autre qu'artificiel. Elle était calme et un petit peu gênée ».
La cérémonie de mariage, secrète, a lieu en 1951 ou en avril 1952. L'endroit de l'union officielle du couple est inconnu. Certaines sources affirment qu'elle s'est déroulée place dans la villa Dunavka, à Ilok tandis que d'autres défendent le fait qu'elle s'était passée à Čukarica (un district de Belgrade). Aleksandar Ranković est le témoin du marié et le général Ivan Gošnjak celui de sa future épouse.

#### Première dame de Yougoslavie

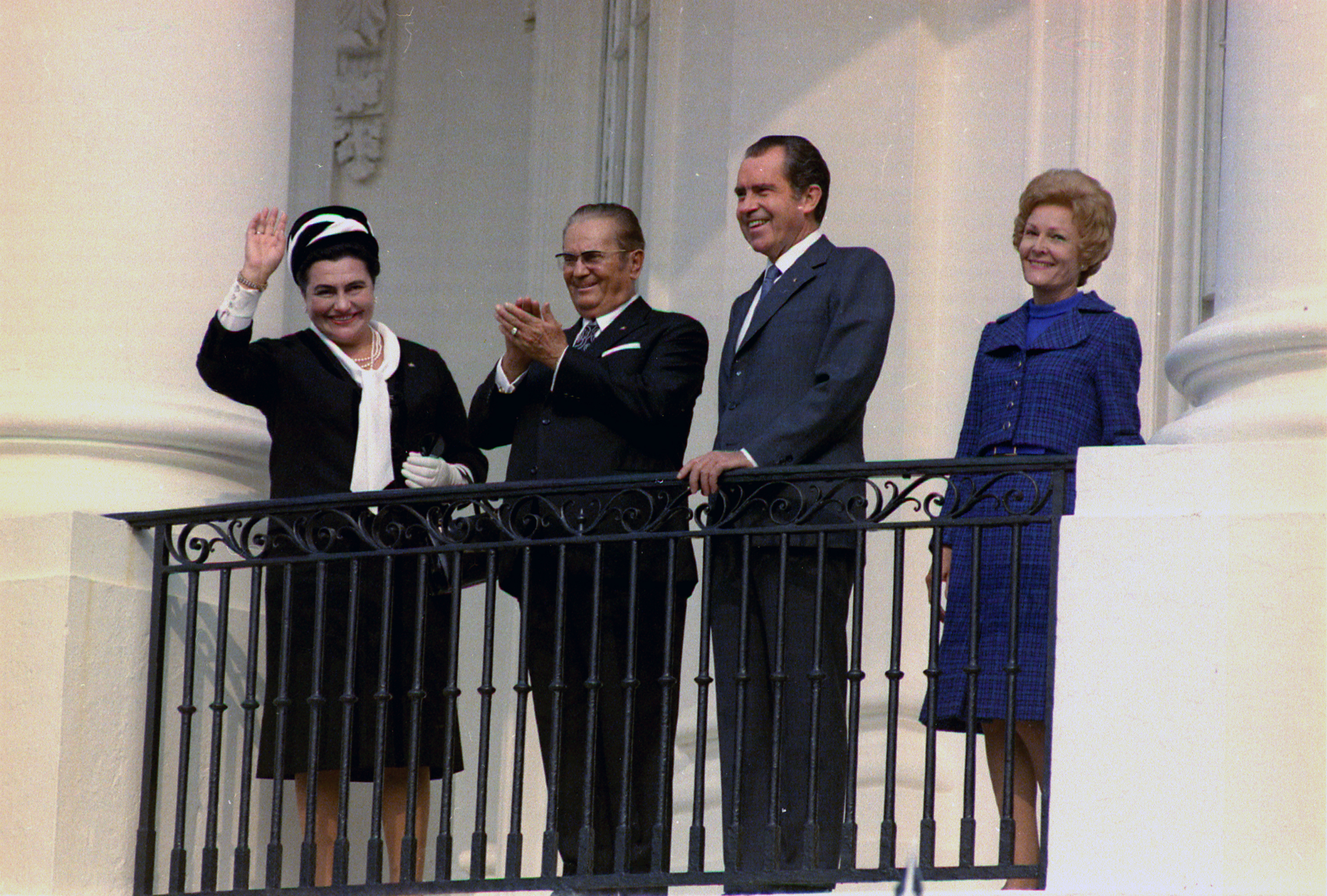
Jovanka Broz (à gauche) et Tito (à sa gauche) en visite officielle à la Maison-Blanche auprès du président américain Richard Nixon et de son épouse Pat, en 1971.

La première apparition publique de la désormais Jovanka Broz a lieu le 18 septembre 1952, lors de la visite d'État du ministre des Affaires étrangères britannique Anthony Eden.
Selon Milovan Đilas, elle n'a aucune influence sur les décisions politiques de Tito et occupe principalement son temps en bonne maîtresse de maison et épouse : « Avec Jovanka autour de lui, l'ordre et la conscience suprêmes régnaient, mais Tito était extrêmement bourru, brutal et cynique envers elle, même devant des invités ». Dans un tout autre registre, le général Kranjc, un Slovène, l'accuse d'avoir des ambitions secrètes vis-à-vis du pouvoir. Au contraire, dans son livre, Milovan Đilas insiste sur le fait que le mariage a fait entrer Jovanka Broz dans un domaine protocolaire qui a de fait supprimé toute velléité et l'a cantonnée à paraître autour d'artistes et de journalistes.

#### Rupture
Les relations du couple commencent à se détériorer au cours des années 1970 et prennent même une dimension politique. Jovanka Broz arguait qu'elle voulait défendre son époux contre d'éventuels agents ennemis, jusqu'au sein du gouvernement. Ses « ennemis » influèrent pourtant Tito pour dire qu'elle agissait contre ses intérêts.
Selon un rapport pour la tête de l'État publié en 1988, 59 réunions politiques entre 1974 et 1988 ne furent organisées que pour parler de Jovanka Broz. La première réunion a lieu sous l'impulsion de Tito lui-même, le 21 janvier 1974 lorsqu'il ordonne à la Ligue des communistes de créer une commission spéciale pour enquêter sur le « cas de la camarade Jovanka ». La commission est présidée par Rato Dugonjić, et composée par Stevan Doronjski, Todo Kurtović, Fadilj Hodža, le général Miloš Šumonja, Džemil Šarac et Ivan Kukoč. Les faits dont elle est accusée (sans que ce n'ait de réelle retombée judiciaire) sont alors dignes d'un roman d'espionnage : être une espionne soviétique, dévoiler des secrets d'État, fomenter des intrigues avec des généraux serbes, conspirer contre des hauts dirigeants et même planifier un coup d'État.
Beaucoup pensent depuis qu'elle a été la victime de complots politiques visant à l'éloigner et à assurer une mainmise sur Tito vieillissant. Selon Ivo Eterović, un écrivain et photographe, qui vécut longtemps dans le cercle principal yougoslave, « les principaux responsables de la rupture entre Tito et Jovanka étaient ce cochon de Stane Dolanc et le général Nikola Ljubičić ».
Elle commence à être écartée de l'entourage proche de Tito au milieu des années 1970, ce dernier étant alors sous l'influence presque totale de Stane Dolanc et Mitja Ribičič. La rupture se fait par étapes : à partir de 1975, elle est absente des visites officielles et des rumeurs commencent à courir sur leurs possibles querelles ; en avril de la même année Tito quitte le domicile conjugal, au 15 rue Užička pour déménager au Palais Blanc. Elle participe à sa dernière réception officielle le 14 juin 1977, en l'honneur du ministre d'État norvégien (équivalent de Premier ministre) Odvar Nordli. À la fin de l'été, elle disparaît de la vie publique dans des circonstances douteuses. Aucune déclaration officielle n'est dictée, a priori d'après le vœu de Tito. Elle ne voit pas ce dernier dans les trois dernières années de sa vie. La seule communication restant entre le couple est alors un bouquet de fleurs que Tito fait envoyer à son épouse Jovanka le jour de son anniversaire. Elle apparaît en mai 1980, lors des funérailles officielles de Tito. Dans les proclamations officielles (yougoslaves et étrangères), elle est désignée sous le titre d'épouse de Tito, aucun divorce officiel n'étant mentionné.

### Après la mort de Tito
Le 27 juillet 1980, moins de trois mois après la mort de Tito, des hommes font irruption dans la résidence de Jovanka Broz. Ils saccagent les lieux, lui confisquent tous ses biens et placent la désormais veuve en résidence surveillée. Sa jeune sœur Nada, qui était présente, est menacée de mort, au cas où elle déciderait de raconter ce qu'elle a vu. En 1985, dans une lettre qu'elle adresse à l'Assemblée fédérale de Yougoslavie, Jovanka Broz décrit cette épreuve : « Ils ont fouillé mes affaires pendant onze heures, avant de toutes les prendre. J'étais toute seule lorsqu'ils sont venus parce que tout le personnel avait été envoyé ailleurs. Lorsqu'ils ont commencé à fracturer la porte, j'ai appelé ma sœur. J'étais entourée de dix hommes inconnus et j'ai eu peur. Je n'ai jamais été aussi effrayée de ma vie. Alors qu'ils allaient partir, un homme nommé Nikolić est venu vers moi et a menacé de tuer ma sœur si elle racontait de ce qu'elle a vu ».
Depuis cette date, Jovanka Broz s'est totalement retirée de la vie publique et politique, vivant en résidence surveillée dans une maison de Dedinje, un quartier de Belgrade. Cependant, dans une interview (rare) donnée en 2003, elle exonère Tito de toute responsabilité sur ce qu'il lui est arrivé, affirmant qu'il aurait fait tout son possible pour la défendre. Dans la même interview, elle a accusé Stane Dolanc (« Il détestait le fait que je sois Serbe ») et le général Nikola Ljubičić comme les principaux responsables des risques mortels qu'elle a courus à la fin des années 1970 et au long des années 1980.
Après avoir vécu dans l'isolement le plus complet pendant de 30 ans, les autorités serbes lui restituent en juin 2009 ses papiers d'identité et lui accordent une petite retraite, signe de la « titonostalgie » qui se constate un peu partout dans la république de Serbie. Elle apparaît en public et sous l’œil des médias le 23 août 2013, à la sortie du centre des urgences de Belgrade, où elle avait été hospitalisée.
Le 20 octobre 2013, elle meurt d'un arrêt cardiaque dans un hôpital de Belgrade, à l'âge de 88 ans. Le 26 octobre, son enterrement est organisé avec les honneurs d’État par le gouvernement de la république de Serbie et Jovanka Broz est inhumée aux côtés de son défunt époux, dans le mausolée de la Maison des fleurs à Belgrade.

#### Documents personnels
En juin 2009, après s'être vue spoliée de ses droits, de ses papiers d'identité et avoir été placée en résidence surveillée pendant une trentaine d'années, le ministère de l’Intérieur de Serbie lui accorde la nationalité serbe ainsi qu'une pension de retraite. En 2006, le Premier ministre lui avait déjà rendu visite et lui avait restitué des bijoux ainsi que commencé à payer les frais de réparation de sa maison délabrée, située en face du Palais Blanc.
Un journaliste raconte : « Elle avait alors été privée de ses papiers d’identité, de ses vêtements, de ses lettres, de ses archives et aussi des cadeaux précieux qu’elle avait reçus. Elle a été complètement isolée et privée de tous droits. Elle n’avait pas le droit de circuler librement, elle était surveillée, ses appels téléphoniques étaient placés sur table d’écoute et ses rares amis étaient suivis ».
Jovanka Broz a remercié le ministre de l'Intérieur, Ivica Dacic, et le ministre du Travail et des Affaires sociales, Rasim Ljajic, en indiquant avec humour qu'elle allait enfin pouvoir à nouveau voyager.

## Postérité
- Le sculpteur croate Antun Augustinčić a réalisé un buste de Jovanka Broz, dans les années 1970[9].
- Jovanka Broz a inspiré le nom du personnage de Tegan Jovanka, dans la série télévisée britannique Doctor Who.

## Distinctions
- Grand officier de l'ordre du Mono (1976)[10]

## Sources
- (en) Cet article est partiellement ou en totalité issu de l’article de Wikipédia en anglais intitulé « Jovanka Broz » (voir la liste des auteurs).